# Chilobrachys hardwickii
Chilobrachys hardwickii is een spinnensoort uit de familie van de vogelspinnen (Theraphosidae).
De wetenschappelijke naam van de soort werd in 1895 als Musagetes hardwickii gepubliceerd door Reginald Innes Pocock.
De soort komt voor in het oosten van India en wordt gevonden tot hoogtes van 500 meter boven zeeniveau. De lokale bevolking is bang voor de giftige beet en daarom wordt het dier bestreden; bovendien vindt er handel plaats in dit dier als huisdier. De populatietrend is afnemend, maar de soort wordt op de Rode Lijst van de IUCN nog gekwalificeerd als niet bedreigd (Least Concern).